# Халид ибн Султан Аль Сауд
Халед бин Султан бин Абдель Азиз Аль Сауд (араб. خالد بن سلطان بن عبد العزيز آل سعود‎;  род. 24 сентября 1949) — фельдмаршал армии Саудовской Аравии, политический деятель. Сын наследного принца Султана ибн Абдель Азиза аль-Сауда.

## Биография
Родился 24 сентября 1949 года в семье принца Султана и его жены Муниры бинт Абдулазиз бин Мусаид Аль Джилуви и стал старшим его сыном. У него 3 младших полнородных брата: Фахд (род. 1950), Фейсал (род. 1951) и Турки (1959—2012). Их мать Мунира бинт Абдулазиз бин Мусаид Аль Джилуви (ум. 2011) скончалась в Париже в возрасте 80 лет.
Учился в Великобритании и США. Окончил Королевскую военную академию в Сандхёрсте, Военно-воздушный колледж (авиабаза Максвелл), Командно-штабной колледж (Форт-Ливенворт). Помимо этого окончил Университет короля Сауда и Обернский университет.
Во время войны в Персидском заливе (1991) Халед бин Султан был сокомандующим Многонациональными силами (вместе с Норманом Шварцкопфом), возглавляя контингенты арабских стран. После войны ушёл в отставку в сентябре 1991 года.
В 2001 году назначен помощником министра обороны и был в этой должности до 2011 года, был кандидатом на пост министра обороны на смену отцу,умершему 22 октября 2011 года. Был заместителем министра обороны до 2013 года.
В ноябре 2009 года поддержал участие страны в конфликте с Йеменом, за это он подвергся жесткой критике.
Имеет награды многих стран. Автор ряда статей и книги «Воин пустыни» (1995), переведённой на ряд языков (в том числе на русский).
Женат, 10 детей от 2 жён. Его старший сын, принц Фейсал (род. 1973) — губернатор региона Северные границы с 2017 года, а другой сын, принц Абдалла (род. 1988) был представителем страны в ООН с сентября 2019 по январь 2020, а затем стал послом страны в Словакии и Словении.

## Награды
Награды Саудовской Аравии
| Страна            | Дата вручения                     | Награда                                                                    | Награда                                                                    | Литеры |
| ----------------- | --------------------------------- | -------------------------------------------------------------------------- | -------------------------------------------------------------------------- | ------ |
| Саудовская Аравия | 4 апреля 2002 —                   | Кавалер III класса                                                         | ордена Короля Фейсала                                                      |        |
| Саудовская Аравия | 30 августа 1979 — 14 декабря 1985 | Кавалер IV класса                                                          | ордена Короля Фейсала                                                      |        |
| Саудовская Аравия | 28 января 1991 —                  | Кавалер ордена короля Абдель-Азиза ибн Сауда 1 класса                      | Кавалер ордена короля Абдель-Азиза ибн Сауда 1 класса                      |        |
| Саудовская Аравия | 1993                              | Медаль Освобождения Кувейта                                                | Медаль Освобождения Кувейта                                                |        |
| Саудовская Аравия | -                                 | Медаль «За военную службу» с двумя звёздами (за 20 лет непрерывной службы) | Медаль «За военную службу» с двумя звёздами (за 20 лет непрерывной службы) |        |
| Саудовская Аравия | -                                 | Медаль «За лидерство»                                                      | Медаль «За лидерство»                                                      |        |
| Саудовская Аравия | -                                 | Медаль Военной администрации                                               | Медаль Военной администрации                                               |        |
| Саудовская Аравия | -                                 | Медаль «За участие в боевых действиях»                                     | Медаль «За участие в боевых действиях»                                     |        |
| Саудовская Аравия | 30 июня 1982                      | Золотая Военная медаль                                                     | Золотая Военная медаль                                                     |        |

Иностранных государств
| Страна         | Дата вручения                       | Награда                                                                                                  | Награда                                                                                                  | Литеры |
| -------------- | ----------------------------------- | --- | --- | ------ |
| Великобритания | -                                   | Рыцарь-командор ордена Бани                                                                              | Рыцарь-командор ордена Бани                                                                              | KCB    |
| Россия         |                                     | Медаль Нобелевского лауреата, академика Петра Леонидовича Капицы (Российская академия естественных наук) | Медаль Нобелевского лауреата, академика Петра Леонидовича Капицы (Российская академия естественных наук) |        |
| Марокко        | 7 мая 1983                          | Офицер ордена Алауитского трона                                                                          | Офицер ордена Алауитского трона                                                                          |        |
| США            | 1991                                | Командующий Легиона Почёта                                                                               | Командующий Легиона Почёта                                                                               |        |
| Бахрейн        | 18 марта 1991                       | Кавалер ордена Бахрейна 1 класса                                                                         | Кавалер ордена Бахрейна 1 класса                                                                         |        |
| Сенегал        | 3 апреля 1991                       | Гранд-офицер ордена Льва                                                                                 | Гранд-офицер ордена Льва                                                                                 |        |
| Марокко        | 6 апреля 1991                       | Кавалер Большой ленты ордена Военных заслуг                                                              | Кавалер Большой ленты ордена Военных заслуг                                                              |        |
| Катар          | 16 апреля 1991                      | Кавалер Большой ленты ордена Независимости                                                               | Кавалер Большой ленты ордена Независимости                                                               |        |
| Оман           | 20 мая 1991                         | Кавалер Военного ордена Омана 2 класса                                                                   | Кавалер Военного ордена Омана 2 класса                                                                   |        |
| ВНР            | 20 мая 1991                         | Кавалер ордена Знамени 2 класса                                                                          | Кавалер ордена Знамени 2 класса                                                                          |        |
| Нигер          | 29 мая 1991                         | Гранд-офицер Национального ордена                                                                        | Гранд-офицер Национального ордена                                                                        |        |
| Франция        | 26 сентября 1991 —                  | Гранд-офицер                                                                                             | ордена Почётного легиона                                                                                 |        |
| Франция        | 20 сентября 1982 — 26 сентября 1991 | Командор                                                                                                 | ордена Почётного легиона                                                                                 |        |
| Кувейт         | февраль 1992                        | Кавалер ордена Кувейта 1 класса                                                                          | Кавалер ордена Кувейта 1 класса                                                                          |        |
| Кувейт         | 27 апреля 1993                      | Кавалер ордена Освобождения 1 класса                                                                     | Кавалер ордена Освобождения 1 класса                                                                     |        |
| Кувейт         | 1993                                | Медаль Освобождения                                                                                      | Медаль Освобождения                                                                                      |        |
| ОАЭ            | 2 декабря 1996                      | Кавалер ордена Независимости 1 класса                                                                    | Кавалер ордена Независимости 1 класса                                                                    |        |
| Иордания       | 20 ноября 2000                      | Кавалер Большой ленты ордена Возрождения                                                                 | Кавалер Большой ленты ордена Возрождения                                                                 |        |
| Йемен          | 21 мая 2001                         | Кавалер ордена Объединения 2 класса                                                                      | Кавалер ордена Объединения 2 класса                                                                      |        |